# Suçães
 (février 2022).
Si vous disposez d'ouvrages ou d'articles de référence ou si vous connaissez des sites web de qualité traitant du thème abordé ici, merci de compléter l'article en donnant les références utiles à sa vérifiabilité et en les liant à la section « Notes et références ».
Suçães (Sucçães) est une freguesia (en français : une paroisse) et un village de la municipalité de Mirandela, dans la région nord au Portugal.

## Population
| 1864 | 1878 | 1890 | 1900 | 1911 | 1920 | 1930 | 1940  | 1950  | 1960  | 1970  | 1981  | 1991 | 2001 | 2011 |
| ---- | ---- | ---- | ---- | ---- | ---- | ---- | ----- | ----- | ----- | ----- | ----- | ---- | ---- | ---- |
| 700  | 703  | 779  | 771  | 819  | 641  | 979  | 1 123 | 1 292 | 1 196 | 1 118 | 1 057 | 918  | 770  | 574  |

## Subdivisions de la freguesia
- Eivados
- Eixes
- Pai Torto
- Suçães